# Steinbruch Weiner Esch

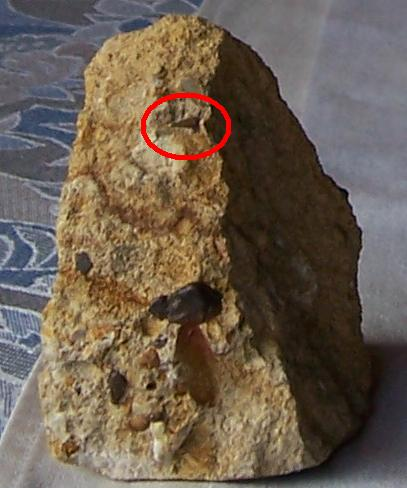
Fossiler Haizahn in Gestein aus dem Weiner Esch.

Der Steinbruch Weiner Esch ist ein ehemaliger Steinbruch südlich der Stadt Ochtrup, Kreis Steinfurt in Nordrhein-Westfalen. Er ist wegen seiner Fossilienfunde ein eingetragenes paläontologisches Bodendenkmal und geschütztes Geotop.
Der dort aufgeschlossene Kalkstein wird als sandig und bankig beschrieben und ist von gelbbrauner Farbe. Früher war dieser Aufschluss namensgebend für die Weiner Schichten, die heute zur Burgsteinfurt-Formation gezählt werden. Die Sedimente entstanden 84 mya in der Oberkreide aus einem eher flachen Meer und erreichen hier eine Stärke von 8,5 m. Ein Teil davon ist mit Geröll durchsetzt. Als häufig vorkommende Fossilien werden Belemniten und Mollusken genannt, doch das Besondere im Steinbruch Weiner Esch ist das recht zahlreiche Vorkommen von Hai- und Rochenzähnen. Der Fundort wird seit geraumer Zeit von Wissenschaftlern des Ruhrmuseums Essen näher bearbeitet.

## Quelle und Weblinks
- www.dgg.de
- www.youtube.com

Koordinaten: 52° 11′ 27,8″ N, 7° 10′ 36,3″ O